# Rise of the Eldrazi
Rise of the Eldrazi – dodatek do gry Magic: The Gathering, trzeci w Bloku Zendikar. Premiera miała miejsce 23 kwietnia 2010 roku. Jest to duży dodatek składający się z 248 kart. 